# Flughafen Wuxi

i7
i11
i13
Der Flughafen Wuxi (chinesisch 苏南硕放国际机场, IATA-Code: WUX, ICAO-Code: ZSWX) ist ein internationaler Flughafen in der Provinz Jiangsu im Südosten der Volksrepublik China. Er liegt rund zwölf Kilometer südöstlich von Wuxi und etwa 100 Kilometer westlich von Shanghai. Er bedient auch die Stadt Suzhou.

## Geschichte
Der Flughafen entstand 2004 aus einem Militärflugplatz.
2007 wurde ein neuer Terminal gebaut. 
Im Mai 2023 wurde offiziell mit dem Bau des Flughafen-Frachthubs und einem Teil der Rollbahnen für die zweite Start- und Landebahn begonnen, was auch den offiziellen Beginn der Flughafenerweiterung markierte.
Am 14. Dezember 2024 überstieg das jährliche Passagieraufkommen des Flughafens erstmals die 10-Millionen-Marke.